# 가보르 필터
가보르 필터는 데니스 가보르의 이름을 따온 신호 처리용 필터이다. 사인파와 가우스 함수를 곱한 필터이다.

## 같이 보기
- 가보르 변환
- 가보르 웨이블릿
- 가보르 원자
- 로그 가보르 필터